# Franziska Schenková
Franziska Schenková (* 13. března 1974 Erfurt) je německá televizní moderátorka a bývalá rychlobruslařka.
Prvního velkého mezinárodního závodu se zúčastnila v roce 1991, kdy startovala na Mistrovství světa juniorů, na němž skončila na pátém místě. V roce 1992 byla čtvrtá a v roce 1993 juniorský světový šampionát vyhrála. Tehdy již startovala i v závodech Světového poháru a objevila se i na Mistrovství světa ve sprintu, které nedokončila. V následující sezóně se v závodech na 500 a 1000 m Světového poháru výsledkově pohybovala již v první desítce, na Zimních olympijských hrách 1994 získala na trati 500 m bronzovou medaili, na distanci 1000 m byla čtvrtá. Podobných výsledků, včetně několika medailí ze světových šampionátů, dosahovala i v dalších letech, její nejlepší sezónou byl ročník 1996/1997, kdy vyhrála celkové hodnocení Světového poháru v závodech na 1000 m, byla druhá v závodech SP na poloviční trati, zvítězila na Mistrovství světa ve sprintu a získala dvě bronzové medaile ze sprinterských distancí na Mistrovství světa na jednotlivých tratích. Na Zimních olympijských hrách 1998 byla čtvrtá na trati 500 m, závod na 1000 m nedokončila. Po sezóně 1998/1999 ukončila aktivní závodní kariéru a začala se věnovat práci televizní moderátorky.